# Santiago Tafall
Santiago Tafall Abad (Santiago de Compostela, La Coruña, 1858-1930) fue un organista, maestro de capilla y musicólogo español.

## Biografía
Era hijo del organista leridano Mariano Tafall y Miguel (1817-1874), que se había trasladado a Santiago con su familia en 1855.
No consta que haya sido niño de coro de la catedral de Santiago de Compostela pero en su discurso de ingreso en la Academia Gallega dijo que había sido educado musicalmente desde la infancia a la sombra de la catedral compostelana. En 1874 se matriculó en la Facultad de Derecho de la Universidad; después de cursar un solo año abandonó la carrera para ingresar en el seminario. Durante su juventud formó parte de la vida musical de la ciudad. El 21 de diciembre de 1873 dio un concierto de violín acompañado al piano de su hermana Esperanza, que entonces tenía 18 años. El 8 de octubre de 1874 hizo su representación oficial del cuarteto de cuerda que había fundado el violinista primero de la catedral Hilario courtier, en el Teatro Principal; Tafall tocaba el violonchelo. Además de las habituales composición de moda, interpretaron un cuarteto de Haydn, al que el reportero de El Diario de Santiago (12-09-1874) llamó «un músico casi desconocido en Santiago». Los mismos artistas inauguraron en el café Español (2-7-1875) una serie de sesiones de «café-concierto» que tuvieron gran repercusión en Santiago.
La primera noticia que se conoce de sus actividades en la catedral corresponde al momento en que pidió al Cabildo (12-8-1873) que se le considerara y se le pagara como miembro de la capilla de música. El Cabildo acordó que sólo ganaría la mitad del haber «como le corresponde a los otros individuos de la capilla», lo que indicaba que llevaba poco tiempo de miembro de la capilla, ya fuera de interino o de suplente. Cobrar solo la mitad se debía a las dificultades económicas por las que atravesaba la catedral en aquellos tiempos. La plaza que tenía Tafall era de «violín segundo meritorio» que el 30 de octubre consiguió en propiedad. En poco tiempo pasó a ser el primer violín, por enfermedad del titular, y cuando éste murió el Cabildo acordó "que Don Santiago Tafall siguiera ocupando en la capilla de música el lugar que tiene en la actualidad, el más inmediato al del primer violín Hilario Courtier, con el sueldo que hoy está señalado "(13-04-1878). Al quedar vacante el beneficio de organista, para promoción de su hermano Rafael a beneficiado de gracia, y después de un período en que no se pudo cubrir la plaza, se convocaron oposiciones, a las que se presentaron tres aspirantes, uno de ellos era él; en la votación (16-2-1881), obtuvo veinte votos y el segundo, Manuel Fernández Alonso, cuatro. Tafall tomó posesión el 22 de febrero de 1881.

### Maestro de capilla
Siempre destacó entre los otros músicos, de tal forma que, en 1892, por estar enfermo el beneficiario tenor y no haber maestro de capilla, acordó el Cabildo que dirigiese la capilla. Igualmente, le encargó alguna vez la búsqueda de niños del coro, incluso fuera de Santiago. En 1895 hizo oposición al cargo de maestro de capilla de la catedral, cargo que, dada su buena reputación musical, le fue dado por "aclamación" (3-9-1895). Sólo estuvo tres años como maestro de capilla; el 27 de septiembre de 1898 se dio cuenta al cabildo de una comunicación que llegada al señor arzobispo que comunicaba el nombramiento de Santiago Tafall capellán de la capilla Real de Granada, pero pocos meses después vuelve a Santiago como canónigo, donde permanece hasta sus últimos días. Falleció el 10-10-193, y el cabildo expresó "el sentimiento de la Corporación por la pérdida de tan distinguido miembro de la misma, que, además de su brillante actuación como maestro de capilla, ha revelado en todo momento su amor a nuestra capilla con cuantiosos donativos y últimamente la entrega de su valioso archivo de música ". Los numerosos escritos suyos que publicó demuestran sus amplios conocimientos, su depurado estilo literario y un equilibrio de juicio muy notable.

## Estilo e influencia
Como compositor, Tafall se debatió en la misma incertidumbre en que se vieron envueltos otros maestros de su época: entre la tradición catedralicia española, que consideraba la orquesta elemento esencial de las solemnidades litúrgicas, y las ideas purificadoras que habían ido tomando cuerpo en la segunda mitad del siglo XIX y culminaron con el motu proprio del Papa Pío X en 1903. Casi todas sus composiciones incluían la orquesta pero también el nuevo espíritu litúrgico de pureza y austeridad, derivados de la polifonía clásica y el canto gregoriano. Tiene también una serie completa de lamentaciones y responsorios de la Semana Santa (jueves y viernes) para capilla, segundo el nuevo espíritu litúrgico, aparte de las composiciones del Códice Calixtino, entonces recientemente descubierto. La influencia musical de Tafall en Santiago propició que, en 1897, el capítulo acordara, con ocasión del Año Santo, crear un premio de composición para una misa a 4 voces con instrumentos, pero que también "debía adaptarse al género de música y condiciones prescritas por la Sagrada Congregación de Ritos, en su reglamento de música religiosa".
En 1917 fue el primer musicólogo que hizo un estudio musical y transcripción de las Cantigas de Martin Codax, que se encuentran en el pergamino Vindel, descubierto en 1914.